# Margarella macquariensis
Margarella macquariensis là một loài ốc biển, thân mềm trong họ Trochidae. Loài này chỉ được tìm thấy ở Đảo Macquarie.